# Васильев, Афанасий Васильевич
 Афанасий Васильевич Васильев  (1851, Белгород, Российская империя — 1929, Белград, Югославия) — государственный и общественный деятель, публицист. Генерал-контролёр; член-учредитель и член Совета Русского собрания. Тайный советник.

## Биография
Родился 9 января 1851 года в семье мещанина, в Белгороде Курской губернии. В 1868 году окончил Ларинскую гимназию, в 1872 году — юридический факультет Императорского Санкт-Петербургского университета.
В июле 1872 года поступил на службу в министерство юстиции, с 1874 года был помощником присяжного поверенного. С 1875 года член совета Санкт-Петербургского славянского благотворительного комитета, переименованного в 1877 году в Славянское благотворительное общество.
Автор статей по церковным и юридическим вопросам (в том числе против смертной казни и исключительных судов), о железнодорожном хозяйстве (в статье «О порядке ликвидации дел несостоятельных железнодорожных обществ» дана теория железнодорожного права и имущественных отношений акционерных железнодорожных обществ к государству) и по вопросам.
С 1875 года делопроизводитель в Министерстве народного просвещения. В 1876 году по поручению Славянского комитета совершил поездку в Нижний Новгород во время ярмарки и затем в другие поволжские города с целью организации сборов на славян и устройства отделений комитета в разных городах.
С 1878 года младший ревизор Государственного контроля, участвовал в организации правительственного контроля над постройкой и эксплуатацией казённых железных дорог и в ревизии акционерных железнодорожных обществ. В этом же году ездил в Черногорию уполномоченным общества для помощи бедным черногорским и особенно герцеговинским и боснийским семействам.
В 1887 году после осмотра Закаспийской железной дороги высказался за необходимость довести её до Красноводска. В 1889 году произвёл ревизию делопроизводства управления и контроля Лозово-Севастопольской железной дороги, последствием чего были крупные перемены в личном составе управления, инспекции и её контроля. В том же году назначен от Государственного контроля в Совет управления Главного общества российских железных дорог. Содействовал упорядочению делопроизводства, особенно по части крупных заготовок, которые вместо оптовых подрядчиков-комиссионеров стали сдаваться с большей выгодой мелким поставщикам. Был произведён 21 апреля 1891 года в действительные статские советники.
В 1892 году настоял на производстве Обществом расчета за 1884—1887 годы с станционными служащими по обещанному им вознаграждению за сбережение в станционных расходах против установленных советом норм.
Редактор журналов «Благовест» (1890—1893) и «Русская беседа» (1895).
С 3 апреля 1893 года генерал-контролёр Департамента железнодорожной отчётности и с 1896 года Департамента военной и морской отчётности. Как член Высочайше учреждённой подготовительной комиссии при комитете Сибирской железной дороги участвовал в разработке законоположений, касающихся переселенческого дела и правительственных мероприятий, связанных с её постройкой и направленных к гражданскому и экономическому благоустройству Азиатской России.
С 1900 года член-учредитель и член Совета Русского собрания, затем вышел из него, усмотрев отход организации от идеалов славянофильства. С 1902 года (с 1916[уточнить]) тайный советник, в 1904—1917 годах член Совета Государственного контроля.
С 1905 года основатель и председатель общества «Соборная Россия». С 1910 года председатель Общества для вспомоществования нуждающимся переселенцам и 19-го городского попечительства о бедных Санкт-Петербурга, гласный Санкт-петербургской городской думы.
В 1908 г. издал книгу «Миру-Народу. Мой отчет за прожитое время», в которую вошла большая часть его статей, речей, стихов, докладов и заметок по вопросам христианской нравственности, права, государственного управления и хозяйства.
В 1917 году делегат Всероссийского съезда духовенства и мирян, член Поместного Собора Православной Российской Церкви по избранию как мирянин от Петроградской епархии, член Юридического совещания при Соборном Совете и I, II, III, IV, V, VI, VII, VIII, XVI, XVIII, XIX, XX, XXIII отделов.
В начале 1920 года с женой Александрой Васильевной и тремя детьми эвакуировался из Новороссийска в Константинополь. В 1921 году член Всезаграничного Церковного Собора. В 1920-х годах учредитель Общества соборного славянства, получал государственную пенсию в Сербии.
Умер 30 мая 1929 года в Белграде, где и был похоронен — на Новом кладбище.

## Награды
Был награждён орденами: Св. Станислава 3-й, 2-й и 1-й (1896) степеней, Св. Анны 3-й, 2-й и 1-й (1900) степеней, Св. Владимира 3-й (1894) и 2-й (1909) степеней, Белого орла (1914), черногорскими орденами Св. кн. Даниила Первого 3-й степени и Черной Горы 3-й степени, сербским орденом Таковского креста 3-й степени (1892), болгарским орденом Св. Александр «За гражданские заслуги» I-й степени (1902).